# Молитва о гетмане Мазепе
«Молитва о гетмане Мазепе» (укр. «Молитва за гетьмана Мазепу») — украинский полнометражный художественный фильм 2001 года, снятый на киностудии имени Довженко режиссёром Юрием Ильенко и его последняя режиссёрская картина. 
Мировая премьера фильма состоялась в 2002 году на Берлинском кинофестивале. Фильм принимал участие во внеконкурсной программе и вызвал дискуссию о присутствии в нём националистических тенденций и его антироссийской направленности.

## Сюжет
Пётр I врывается в церковь, где похоронен гетман Украины Иван Мазепа, и начинает разрушать его могилу с криком: «Вылезай! Где ты там, а?» Неожиданно из гроба появляется рука Мазепы, которая хватает Петра за горло и начинает душить. Мазепа восстаёт из мёртвых и предлагает Петру вспомнить, «как всё начиналось». Гетман непоследовательно проводит зрителя через события своей жизни: участие в Крымских походах князя В. В. Голицына, присяга царю Петру во время стрелецкого бунта и конфликта с царевной Софьей Алексеевной, постепенное восхождение к власти и интриги. Потом мы видим сцены казни генерального судьи Малороссии Кочубея, который пытался донести царю на Мазепу, сцена анафемы Мазепы, разорение Батурина А. Д. Меншиковым, Полтавской битвы, где Мазепа ведёт заочный диалог с Петром I о судьбе Украины. Зритель видит картины победы и торжества России. Царь, опомнившись после трёхдневного загула, понимает, что упустил шведского короля Карла и гетмана, и посылает за ними погоню. Мазепа бежит. Перед смертью Мазепе являются и его соратники, и те, кого он послал на смерть. Мазепа умирает.

## Отзывы
Юрий Ильенко в интервью газете «Известия»: «Мой Мазепа — не предатель, он не участвовал в Полтавской битве, а провозгласил нейтралитет, не пошёл ни за Петром, ни за Карлом. Это кино не имеет отношения к планам украинизации страны. Я вообще не понимаю, что это слово означает. Украина получила независимость благодаря России, которая первой провозгласила себя отдельным государством. Киеву оставалось сделать то же самое. Шлейфы рассуждений об этом также странны, как и «украинизация». Я вырос среди московской шпаны в районе Сукова болота…»
Сергей Макеев, российский писатель и журналист, говоря о сюжете фильма, констатирует, что в картине кровь течёт рекой, головы рубят, как капусту, жена Кочубея мастурбирует с отсечённой головой мужа, а Пётр I насилует солдат. В фильме есть «символический» эпизод: царь стоит над могилой Мазепы, вдруг из-под земли появляется рука гетмана и хватает Петра за горло.
Светлана Хохрякова, российский кинокритик, так описывает сюжетную линию фильма: «Мазепу сыграл Ступка, актер милостью Божьей. А Петра — самый настоящий статист, беспомощный в кадре, нелепо вращающий глазами — даже для вертепа это перебор. Неравное партнёрство. В трактовке образа Мазепы шли от Льва Толстого, оставившего писания о том, что с Петра начинаются ужасы русской истории: беснующийся, пьяный, сгнивший от сифилиса зверь губит людей, распутничает, мужеложствует, разоряет Россию. Мазепа — дьявол во плоти, исчадие ада, гений зла, легко меняющий свои личины. И в фильме мы его видим в исполнении разных актеров, в том числе и сына Ступки — Остапа. Этот Мазепа великий лицедей. Он жив и мёртв, жив даже после смерти, поскольку деяния его из истории не изъять. Он многолик, словно Будда. Он непотопляем и неуловим. Он плавает в гробу среди сотен убиенных людей, среди моря трупов. Все это откровенные, заведомые муляжи. И режиссёр не стремится к правдоподобию. Это не входит в его намерения. Всё неправда, папье-маше, опера, грандиозный, откровенный театр, в котором и сам Ильенко — актёр. В облике маршала Жукова, опять-таки неправдоподобном, в одеждах, годящихся для шоу, кабаре, вертепа, появляется на краткий миг, чтобы подвести какой-то итог прошлому. А потом Ильенко предстаёт самим собой, как участник съемочной группы, снимающий неузнаваемую Раису Недашковскую в отвратительном обличье старой, грудастой ведьмы. Меры не хватает. Эротические сцены и вовсе за гранью фола, их так много, они однообразны и часто отвратительны».
По словам Галины Скляренко, «фильм Юрия Ильенко затрагивает тему, которая является наиболее актуальной для современной украинской культуры. Это тема ценностей, разведённых с реальностью».
По словам Василия Анисимова (Пресс-служба Украинской Православной Церкви Московского Патриархата): «Всё, что в бедствующей державе смогли наскрести, бросили на производство фильма „всех времён и народов“, который должен был потрясти весь мир (в рекламном проспекте в нём всё именуется „гениальным“). Посвящён он был, разумеется, „гетману“ и назывался „Молитва за Мазепу“. Сюжет картины взят из мифологии „Истории руссов“, это „фильм-катастрофа“ Украины и её героического олицетворения — гетмана Мазепы. „Людожеры-москали“ во главе с царём Петром, который представлен гомосексуалистом, с маниакальной ненавистью распинают, истребляют украинцев, включая женщин и детей, преследуют опального гетмана даже после смерти. В рекламном проспекте идеология картины выражена в красочной географической карте Европы, которая представлена в виде распахнутой женщины, где Украине отводилось то самое место, которое „все хотят поиметь“. Столь смелое художественное осмысление места нашей страны в Европе вызвало шок даже у заядлых русофобов. Люди понимали, что Украина — не Россия, но и отнюдь не то, что подразумевают авторы картины. Несмотря на многомесячную бурную пиар-кампанию, „великий фильм“ с треском провалился. Картину отправили на Берлинский кинофестиваль, однако там её показали лишь в категории фильмов для людей нетрадиционной сексуальной ориентации».
Роман Шпорлюк, профессор кафедры украинской истории им. Грушевского, Гарвард: «По моему мнению, фильм интересный и захватывающий. „Молитва…“ является значительным достижением мирового уровня. От фильма не следует ожидать исторической достоверности. Он не иллюстрация к учебнику по истории. Даже ребёнок знает, что Пётр не мог, например, разговаривать с Мазепой за обеденным столом в разгаре Полтавской битвы. „Молитва…“ — это продукт творческого воображения, это рефлексии над определёнными постоянными темами и закономерностями украинской истории, такой, какой мы её воспринимаем, в частности над проблемой национальной солидарности и преданности делу. Здесь стоит вспомнить критические слова Мазепы, когда он с грустью, хотя и без особого удивления, перечисляет полки, не появившиеся на поле боя или перешедшие на сторону врага. В ещё более драматичной форме та же идея звучит в монологе Карла XII, когда он говорит, что он — король шведов, а не наёмников без национальной тождественности (аллюзия на поведение украинцев).
Я бы не сокрушался тем, будет ли у этого фильма коммерческий успех. Здесь следует вспомнить, что первое исполнение одной из самых популярных опер всех времён „Кармен“ в Париже оказалось полным фиаско, а её композитор Жорж Бизе умер, так и не узнав, что его опера не была такой уж плохой. Доказательством успеха этого фильма является то, что он не оставляет зрителя равнодушным. Фильм провоцирует, зажигает, злит, вызывает желание досмотреть до конца. И если автору удается добиться, чтобы зритель смотрел его произведение в течение почти трёх часов, даже если в конце ему скажут, что фильм ужасный, он уже победил».
Федериго Арджентьери, профессор политологии, университет Джона Кебота, Рим (Италия): «Фильм не является антироссийским. Он направлен против гегемонистических, империалистических посягательств России на Украину. Совершенно очевидно, что его можно отнести к сегодняшней ситуации, когда Москва, кажется, смирилась с идеей потери балтийских государств, но зато пытается получить больший контроль над Украиной».

## Версии
В октябре 2010 года в рамках «Недели кино Юрия Ильенко» в Киеве была показана новая версия, созданная режиссёром незадолго до его смерти. «Среди изменений — многоканальный звук, сокращение хронометража и появление закадрового комментария автора, который даёт объяснение относительно исторического контекста событий фильма, а также истории создания фильма».

## Актёры
- Богдан Ступка — Иван Мазепа, гетман Украины
- Вячеслав Довженко — Пётр I, царь России
- Никита Джигурда — Карл XII, король Швеции
- Мирослав Домалевский — Пётр I в юности
- Лесь Сердюк — гетман Иван Самойлович
- Остап Ступка — Филипп Орлик, генеральный писарь
- Олег Драч[укр.] — князь Василий Голицын
- Геннадий Алфёров — князь Борис Голицын
- Мирослава Голованенко — царица Екатерина I
- Константин Костышин — Шафиров
- Сергей Алёшечкин — князь А. Д. Меньшиков
- Михаил Голубович — кошевой атаман Иван Сирко
- Ярослав Гаврилюк — кошевой атаман Кость Гордиенко
- Людмила Ефименко (Ильенко) — Любовь Кочубей, жена Василия Кочубея
- Юрий Ильенко — генерал Жук
- Филипп Ильенко — молодой Мазепа
- Раиса Недашковская — ведьма
- Дмитрий Миргородский — Семён Палий, фастовский полковник
- Владимир Коляда — полковник Иван Искра
- Виктор Демерташ — Василий Кочубей, генеральный судья
- Марина Петренко — Любовь Кочубей в юности
- Катя Лисовенко — Мотря Кочубей, дочь Василия Кочубея, возлюбленная Мазепы
- Сергей Романюк — казак Лелека
- Владимир Чигляев — Райча
- Станислав Молганов — Борковский
- Николай Олейник — Змиев
- Константин Степанков

## Интересные факты
- Министерство культуры Российской Федерации сочло этот фильм антирусским и искажающим историю российско-украинских отношений, и поэтому рекомендовало не проводить его показ в российском кинопрокате[10].

- В польском городе Иньско на XXIX кинофестивале фильм получил награду «Золотая рыбка из Иньска 2002»[10].

- На Берлинском кинофестивале 2002 года фильм вызвал дискуссию о присутствии в нём националистических тенденций и его антирусской направленности[2].

- На кинофестивале в Висбадене, на котором фильм не завоевал никаких призов, Юрий Ильенко сказал, что его «фильм — фантасмагорический сон о кровавом празднестве трёх величайших видений европейской культуры: царя Петра Первого, шведского короля Карла XII и гетмана Мазепы»[2].

- Берлинский кинофестиваль, из описания сюжетов фильмов: «Ещё дальше в историю уходит украинский фильм „Молитва о гетмане Мазепе“ … перед глазами Мазепы, чувствующего приближение своей смерти, проносится вся его бурная жизнь: безрассудное насилие и любовные истории, политические мистификации и интриги. В его воспалённой фантазии всё смешивается между собой: его любовь к крестьянке Мотре и однажды сожжённое чучело, похожее на него. Жестокость атамана Серко, к которому он попал в плен, когда пытался украденных женщин доставить в гарем крымского хана…»[11]